# Đorđe Perišić
Ðorde Perišić (in serbo Ђорђе Перишић?; Kotor Varoš, 6 maggio 1941) è un ex pallanuotista jugoslavo, vincitore di una medaglia d'oro a Città del Messico 1968. Con la calottina del Partizan Belgrado conquistò dieci campionati, tre coppe di jugoslavia e sei edizioni della Coppa dei Campioni.